# Schefflera clementis
Schefflera clementis är en araliaväxtart som beskrevs av Elmer Drew Merrill. Schefflera clementis ingår i släktet Schefflera och familjen araliaväxter.
Artens utbredningsområde är Filippinerna. Inga underarter finns listade.